# Дальхойзер, Роланд
Роланд Дальхойзер (нем. Roland Dalhäuser; род. 12 апреля 1958, Бирсфельден, Базель-Ланд) — швейцарский легкоатлет, специалист по прыжкам в высоту. Выступал на профессиональном уровне в 1977—1988 годах, чемпион Европы в помещении, девятикратный чемпион Швейцарии, победитель и призёр ряда крупных международных турниров, рекордсмен страны, участник двух летних Олимпийских игр.

## Биография
Роланд Дальхойзер родился 12 июня 1958 года в городе Бирсфельден кантона Базель-Ланд, Швейцария.
Впервые заявил о себе в лёгкой атлетике на международном уровне в сезоне 1977 года, когда вошёл в состав швейцарской сборной и выступил на юниорском европейском первенстве в Донецке — прыгал здесь в высоту, в финал не вышел.
В 1979 году в той же дисциплине закрыл десятку сильнейших на чемпионате Европы в помещении в Вене.
В 1980 году стал восьмым на чемпионате Европы в помещении в Зиндельфингене. Благодаря череде успешных выступлений удостоился права защищать честь страны на летних Олимпийских играх в Москве — в финале показал результат 2,24 метра, расположившись в итоговом протоколе соревнований на пятой строке.
В 1981 году одержал победу на чемпионате Европы в помещении в Гренобле. На турнире в немецком Эберштадте так же превзошёл всех соперников, установив при этом свой личный рекорд на открытом стадионе — 2,31 метра (на то время национальный рекорд Швейцарии).
В 1982 году с ныне действующим рекордом страны 2,32 завоевал бронзовую награду на чемпионате Европы в помещении в Милане, занял седьмое место на чемпионате Европы в Афинах.
В 1983 году среди прочего выступил на впервые проводившемся чемпионате мира по лёгкой атлетике в Хельсинки, в финал не вышел.
В 1984 году взял бронзу на чемпионате Европы в помещении в Гётеборге. Принимал участие в Олимпийских играх в Лос-Анджелесе — в программе прыжков в высоту благополучно преодолел предварительный квалификационный этап, тогда как в финале провалил все три свои попытки, не показав никакого результата.
В 1986 году прыгал в высоту на чемпионате Европы в Штутгарте.
В 1987 году был пятым на чемпионате Европы в помещении в Льевене и на впервые проводившемся чемпионате мира в помещении в Индианаполисе (во втором случае повторил свой национальный рекорд — 2,32 метра). На чемпионате мира в Риме в финал выйти не смог.
Завершил спортивную карьеру по окончании сезона 1988 года.